# Copa Libertadores 2012
Die Copa Libertadores 2012, aufgrund des Sponsorings der Bankengruppe Santander auch Copa Santander Libertadores, war die 53. Ausspielung des wichtigsten südamerikanischen Fußballwettbewerbs für Vereinsmannschaften. In dieser Saison nahmen insgesamt 38 Mannschaften teil, 35 aus den 10 Mitgliedsverbänden der CONMEBOL, darunter Titelverteidiger FC Santos aus Brasilien und der Sieger der Copa Sudamericana 2011 CF Universidad de Chile aus Chile, und 3 aus Mexiko. Das Turnier begann am 25. Januar mit der Qualifikationsrunde und endete am 4. Juli mit dem Finalrückspiel.
Der brasilianische Verein SC Corinthians besiegte in den Finalspielen die Boca Juniors, blieb somit über den gesamten Wettbewerb ungeschlagen und sicherte sich damit seinen ersten Titel in diesem Wettbewerb.

## Teilnehmende Mannschaften
Die folgenden Mannschaften nahmen an der Copa Libertadores 2012 teil. Da der FC Santos als Titelverteidiger automatisch qualifiziert war, durfte Brasilien sechs statt der üblichen fünf Teilnehmer zum Turnier entsenden, wobei zwei in die Qualifikation mussten. Mexiko, das eigentlich der CONCACAF angehört, sandte nach Einladung drei Mannschaften zum Turnier, von denen eine in die Qualifikation musste. Die Mannschaften, die in die Qualifikation für die Hauptrunde gehen mussten, sind in der Tabelle mit einem (Q) gekennzeichnet.
| Land                            | Verein                    | Qualifikationsgrund                                                            |
| ------------------------------- | ------------------------- | ------------------------------------------------------------------------------ |
| Argentinien 5 Startplätze       | CA Vélez Sársfield        | Meister der Clausura 2011                                                      |
| Argentinien 5 Startplätze       | Boca Juniors              | Meister der Apertura 2011                                                      |
| Argentinien 5 Startplätze       | CA Lanús                  | Erster in der kombinierten Tabelle der zwei letzten Spielzeiten (ohne Meister) |
| Argentinien 5 Startplätze       | CD Godoy Cruz             | Zweiter in der kombinierten Tabelle (ohne Meister)                             |
| Argentinien 5 Startplätze       | Arsenal de Sarandí (Q)    | Beste Teilnahme an der Copa Sudamericana 2011                                  |
| Bolivien 3 Startplätze          | Club Bolívar              | Meister der Adecuación 2011                                                    |
| Bolivien 3 Startplätze          | Club The Strongest        | Meister der Apertura 2011                                                      |
| Bolivien 3 Startplätze          | Real Potosí (Q)           | Zweiter Adecuación 2011                                                        |
| Brasilien 5 + 1 Startplätze     | FC Santos                 | Titelverteidiger                                                               |
| Brasilien 5 + 1 Startplätze     | CR Vasco da Gama          | Pokalsieger 2011                                                               |
| Brasilien 5 + 1 Startplätze     | SC Corinthians            | Meister 2011                                                                   |
| Brasilien 5 + 1 Startplätze     | Fluminense FC             | Dritter 2011                                                                   |
| Brasilien 5 + 1 Startplätze     | CR Flamengo (Q)           | Vierter 2011                                                                   |
| Brasilien 5 + 1 Startplätze     | SC Internacional (Q)      | Fünfter 2011                                                                   |
| Chile 3 Startplätze             | CF Universidad de Chile   | Meister der Apertura 2011                                                      |
| Chile 3 Startplätze             | CD Universidad Católica   | Meister der Clausura 2011                                                      |
| Chile 3 Startplätze             | Unión Española (Q)        | Erster in Runde 1 der Primera División (ohne Meister)                          |
| Ecuador 3 Startplätze           | Deportivo Quito           | Meister 2011                                                                   |
| Ecuador 3 Startplätze           | CS Emelec                 | Zweiter 2011                                                                   |
| Ecuador 3 Startplätze           | CD El Nacional (Q)        | Dritter 2011                                                                   |
| Kolumbien 3 Startplätze         | Atlético Nacional         | Meister der Apertura 2011                                                      |
| Kolumbien 3 Startplätze         | Atlético Junior           | Meister der Finalización 2011                                                  |
| Kolumbien 3 Startplätze         | Once Caldas (Q)           | Erster in der Gesamttabelle 2011 (ohne Meister)                                |
| Mexiko (CONCACAF) 3 Startplätze | Deportivo Guadalajara     | Punktbestes Team der Apertura 2011                                             |
| Mexiko (CONCACAF) 3 Startplätze | CD Cruz Azul              | Zweitplatzierter der Apertura 2011                                             |
| Mexiko (CONCACAF) 3 Startplätze | UANL Tigres (Q)           | Drittplatzierter der Apertura 2011                                             |
| Paraguay 3 Startplätze          | Club Olimpia              | Meister der Clausura 2011                                                      |
| Paraguay 3 Startplätze          | Club Nacional             | Zweiter der Apertura 2011                                                      |
| Paraguay 3 Startplätze          | Club Libertad (Q)         | Erster in der Gesamttabelle (ohne Meister)                                     |
| Peru 3 Startplätze              | Juan Aurich               | Meister 2011                                                                   |
| Peru 3 Startplätze              | Alianza Lima              | Zweiter 2011                                                                   |
| Peru 3 Startplätze              | Sport Huancayo (Q)        | Dritter 2011                                                                   |
| Uruguay 3 Startplätze           | Nacional Montevideo       | Meister 2011                                                                   |
| Uruguay 3 Startplätze           | Defensor Sporting         | Zweiter 2011                                                                   |
| Uruguay 3 Startplätze           | Club Atlético Peñarol (Q) | Bestplatzierter Nichtfinalist                                                  |
| Venezuela 3 Startplätze         | Deportivo Táchira FC      | Meister Apertura 2011                                                          |
| Venezuela 3 Startplätze         | Zamora FC                 | Meister Clausura 2011                                                          |
| Venezuela 3 Startplätze         | FC Caracas (Q)            | Dritter der Gesamttabelle 2011 (ohne Meister)                                  |

1. ↑  Die 3 erstplatzierten Teams waren für die CONCACAF Champions League 2011/12 qualifiziert und somit nicht für die Copa Libertadores spielberechtigt.

## Modus
Bei Punktgleichheit in der Gruppenphase ist die Tordifferenz für das Weiterkommen maßgebend, dann die Anzahl der erzielten Tore, danach die der auswärts erzielten Treffer. Sind auch diese gleich, entscheidet das Los. In den K.-o.-Runden gilt bei Punkt- und Torgleichheit ebenfalls die Auswärtstorregel. Ist deren Anzahl gleich folgte ohne Verlängerung sofort ein Elfmeterschießen. Lediglich im Finale gibt es bei unentschiedenem Spielstand nach 90 Minuten vor dem Elfmeterschießen noch eine Verlängerung.

## Qualifikation
Die Hinspiele fanden am 25. Januar, die Rückspiele am 1. Februar 2012 statt. Das erstgenannte Team hatte im Hinspiel Heimrecht, das zweite im Rückspiel.
|                       | Gesamt |                | Hinspiel | Rückspiel |
| --------------------- | ------ | -------------- | -------- | --------- |
| Arsenal de Sarandí    | 4:1    | Sport Huancayo | 3:0      | 1:1       |
| Real Potosí           | 2:3    | CR Flamengo    | 2:1      | 0:2       |
| Club Atlético Peñarol | 5:1    | FC Caracas     | 4:0      | 1:1       |
| CD El Nacional        | 2:4    | Club Libertad  | 1:0      | 1:4       |
| SC Internacional      | 3:2    | Once Caldas    | 1:0      | 2:2       |
| Unión Española        | 3:2    | UANL Tigres    | 1:0      | 2:2       |

## Gruppenphase

### Gruppe 1
| Pl. | Verein             | Sp. | S | U | N | Tore    | Diff. | Punkte |
| --- | ------------------ | --- | - | - | - | ------- | ----- | ------ |
| 1.  | FC Santos          | 6   | 4 | 1 | 1 | 012:500 | +7    | 13     |
| 2.  | SC Internacional   | 6   | 2 | 2 | 2 | 010:600 | +4    | 08     |
| 3.  | Club The Strongest | 6   | 2 | 1 | 3 | 005:110 | −6    | 07     |
| 4.  | Juan Aurich        | 6   | 2 | 0 | 4 | 004:900 | −5    | 06     |

| 9. Februar 2012  |     |                                             |
| SC Internacional | 2:0 | Juan Aurich \|Estádio Beira-Rio             |
| 15. Februar 2012 |     |                                             |
| The Strongest    | 2:1 | FC Santos \| Estadio Hernando Siles         |
| 23. Februar 2012 |     |                                             |
| The Strongest    | 2:1 | Juan Aurich \| Estadio Hernando Siles       |
| 8. März 2012     |     |                                             |
| FC Santos        | 3:1 | SC Internacional \| Estádio Urbano Caldeira |
| 13. März 2012    |     |                                             |
| SC Internacional | 5:0 | The Strongest \|Estádio Beira-Rio           |
| 15. März 2012    |     |                                             |
| Juan Aurich      | 1:3 | FC Santos \| Estadio Elías Aguirre          |
| 21. März 2012    |     |                                             |
| The Strongest    | 1:1 | SC Internacional \| Estadio Hernando Siles  |
| 22. März 2012    |     |                                             |
| FC Santos        | 2:0 | Juan Aurich \| Estádio Urbano Caldeira      |
| 4. April 2012    |     |                                             |
| SC Internacional | 1:1 | FC Santos \|Estádio Beira-Rio               |
| 5. April 2012    |     |                                             |
| Juan Aurich      | 1:0 | The Strongest \| Estadio Elías Aguirre      |
| 19. April 2012   |     |                                             |
| Juan Aurich      | 1:0 | SC Internacional \| Estadio Elías Aguirre   |
| FC Santos        | 2:0 | The Strongest \| Estádio Urbano Caldeira    |

### Gruppe 2
| Pl. | Verein       | Sp. | S | U | N | Tore    | Diff. | Punkte |
| --- | ------------ | --- | - | - | - | ------- | ----- | ------ |
| 1.  | CA Lanús     | 6   | 3 | 1 | 2 | 011:600 | +5    | 10     |
| 2.  | CS Emelec    | 6   | 3 | 0 | 3 | 007:800 | −1    | 09     |
| 3.  | CR Flamengo  | 6   | 2 | 2 | 2 | 012:100 | +2    | 08     |
| 4.  | Club Olimpia | 6   | 2 | 1 | 3 | 010:160 | −6    | 07     |

| 9. Februar 2012  |     |                                                             |
| CS Emelec        | 1:0 | Club Olimpia \| Estadio George Capwell                      |
| 15. Februar 2012 |     |                                                             |
| CA Lanús         | 1:1 | CR Flamengo \| Estadio Ciudad de Lanús – Néstor Díaz Pérez  |
| 23. Februar 2012 |     |                                                             |
| Club Olimpia     | 2:1 | CA Lanús \| Estadio Defensores del Chaco                    |
| 8. März 2012     |     |                                                             |
| CR Flamengo      | 1:0 | CS Emelec \|Maracanã                                        |
| 13. März 2012    |     |                                                             |
| CA Lanús         | 1:0 | CS Emelec \| Estadio Ciudad de Lanús – Néstor Díaz Pérez    |
| 15. März 2012    |     |                                                             |
| CR Flamengo      | 3:3 | Club Olimpia \|Maracanã                                     |
| 20. März 2012    |     |                                                             |
| Emelec           | 0:2 | CA Lanús \| Estadio George Capwell                          |
| 28. März 2012    |     |                                                             |
| Club Olimpia     | 3:2 | CR Flamengo \| Estadio Defensores del Chaco                 |
| 3. April 2012    |     |                                                             |
| CA Lanús         | 6:0 | Club Olimpia \| Estadio Ciudad de Lanús – Néstor Díaz Pérez |
| 4. April 2012    |     |                                                             |
| CS Emelec        | 3:2 | CR Flamengo \| Estadio George Capwell                       |
| 12. April 2012   |     |                                                             |
| CR Flamengo      | 3:0 | CA Lanús \|Maracanã                                         |
| Club Olimpia     | 2:3 | CS Emelec \| Estadio Defensores del Chaco                   |

### Gruppe 3
| Pl. | Verein                  | Sp. | S | U | N | Tore    | Diff. | Punkte |
| --- | ----------------------- | --- | - | - | - | ------- | ----- | ------ |
| 1.  | Unión Española          | 6   | 3 | 1 | 2 | 010:700 | +3    | 10     |
| 2.  | Club Bolívar            | 6   | 3 | 1 | 2 | 009:700 | +2    | 10     |
| 3.  | Atlético Junior         | 6   | 2 | 1 | 3 | 008:800 | ±0    | 07     |
| 4.  | CD Universidad Católica | 6   | 1 | 3 | 2 | 006:110 | −5    | 06     |

| 8. Februar 2012         |     |                                                                   |
| Unión Española          | 2:0 | Atlético Junior \|Estadio Santa Laura                             |
| 9. Februar 2012         |     |                                                                   |
| CD Universidad Católica | 1:1 | Club Bolívar \| Estadio San Carlos de Apoquindo                   |
| 21. Februar 2012        |     |                                                                   |
| Club Bolívar            | 1:3 | Unión Española \| Estadio Hernando Siles                          |
| 23. Februar 2012        |     |                                                                   |
| CD Universidad Católica | 2:2 | Atlético Junior \| Estadio San Carlos de Apoquindo                |
| 6. März 2012            |     |                                                                   |
| Unión Española          | 1:1 | CD Universidad Católica \|Estadio Santa Laura                     |
| 8. März 2012            |     |                                                                   |
| Atlético Junior         | 0:1 | Club Bolívar \| Estadio Metropolitano Roberto Meléndez            |
| 20. März 2012           |     |                                                                   |
| Club Bolívar            | 2:1 | Atlético Junior \| Estadio Hernando Siles                         |
| 28. März 2012           |     |                                                                   |
| CD Universidad Católica | 2:1 | Unión Española \| Estadio San Carlos de Apoquindo                 |
| 5. April 2012           |     |                                                                   |
| Atlético Junior         | 3:0 | CD Universidad Católica \| Estadio Metropolitano Roberto Meléndez |
| 10. April 2012          |     |                                                                   |
| Unión Española          | 2:1 | Club Bolívar \|Estadio Santa Laura                                |
| 17. April 2012          |     |                                                                   |
| Atlético Junior         | 2:1 | Unión Española \| Estadio Metropolitano Roberto Meléndez          |
| Club Bolívar            | 3:0 | CD Universidad Católica \| Estadio Hernando Siles                 |

### Gruppe 4
| Pl. | Verein             | Sp. | S | U | N | Tore    | Diff. | Punkte |
| --- | ------------------ | --- | - | - | - | ------- | ----- | ------ |
| 1.  | Fluminense FC      | 6   | 5 | 0 | 1 | 007:400 | +3    | 15     |
| 2.  | Boca Juniors       | 6   | 4 | 1 | 1 | 009:300 | +6    | 13     |
| 3.  | Arsenal de Sarandí | 6   | 2 | 0 | 4 | 006:700 | −1    | 06     |
| 4.  | Zamora FC          | 6   | 0 | 1 | 5 | 000:800 | −8    | 01     |

| 7. Februar 2012    |     |                                                       |
| Fluminense FC      | 1:0 | Arsenal de Sarandí \| Estádio Olímpico João Havelange |
| 14. Februar 2012   |     |                                                       |
| Zamora FC          | 0:0 | Boca Juniors \| Estadio Agustín Tovar                 |
| 21. Februar 2012   |     |                                                       |
| Arsenal de Sarandí | 3:0 | Zamora FC \|Estadio Julio H. Grondona                 |
| 7. März 2012       |     |                                                       |
| Boca Juniors       | 1:2 | Fluminense FC \| La Bombonera                         |
| 14. März 2012      |     |                                                       |
| Arsenal de Sarandí | 1:2 | Boca Juniors \|Estadio Julio H. Grondona              |
| Fluminense FC      | 1:0 | Zamora FC \| Estádio Olímpico João Havelange          |
| 29. März 2012      |     |                                                       |
| Boca Juniors       | 2:0 | Arsenal de Sarandí \| La Bombonera                    |
| Zamora FC          | 0:1 | Fluminense FC \| Estadio Agustín Tovar                |
| 10. April 2012     |     |                                                       |
| Zamora FC          | 0:1 | Arsenal de Sarandí \| Estadio Agustín Tovar           |
| 11. April 2012     |     |                                                       |
| Fluminense FC      | 0:2 | Boca Juniors \| Estádio Olímpico João Havelange       |
| 18. April 2012     |     |                                                       |
| Arsenal de Sarandí | 1:2 | Fluminense FC \|Estadio Julio H. Grondona             |
| Boca Juniors       | 2:0 | Zamora FC \| La Bombonera                             |

### Gruppe 5
| Pl. | Verein              | Sp. | S | U | N | Tore    | Diff. | Punkte |
| --- | ------------------- | --- | - | - | - | ------- | ----- | ------ |
| 1.  | Club Libertad       | 6   | 4 | 1 | 1 | 011:700 | +4    | 13     |
| 2.  | CR Vasco da Gama    | 6   | 4 | 1 | 1 | 010:600 | +4    | 13     |
| 3.  | Nacional Montevideo | 6   | 2 | 0 | 4 | 005:700 | −2    | 06     |
| 4.  | Alianza Lima        | 6   | 1 | 0 | 5 | 006:120 | −6    | 03     |

| 8. Februar 2012     |     |                                                     |
| CR Vasco da Gama    | 1:2 | Nacional Montevideo \| Estádio São Januário         |
| 9. Februar 2012     |     |                                                     |
| Club Libertad       | 4:1 | Alianza Lima \|Estadio Dr. Nicolás Leoz             |
| 16. Februar 2012    |     |                                                     |
| Nacional Montevideo | 1:2 | Club Libertad \| Estadio Gran Parque Central        |
| 6. März 2012        |     |                                                     |
| CR Vasco da Gama    | 3:2 | Alianza Lima \| Estádio São Januário                |
| 13. März 2012       |     |                                                     |
| Alianza Lima        | 1:0 | Nacional Montevideo \| Estadio Alejandro Villanueva |
| 14. März 2012       |     |                                                     |
| Club Libertad       | 1:1 | CR Vasco da Gama \|Estadio Dr. Nicolás Leoz         |
| 21. März 2012       |     |                                                     |
| CR Vasco da Gama    | 2:0 | Club Libertad \| Estádio São Januário               |
| 27. März 2012       |     |                                                     |
| Nacional Montevideo | 1:0 | Alianza Lima \| Estadio Gran Parque Central         |
| 3. April 2012       |     |                                                     |
| Alianza Lima        | 1:2 | CR Vasco da Gama \| Estadio Alejandro Villanueva    |
| 5. April 2012       |     |                                                     |
| Club Libertad       | 2:1 | Nacional Montevideo \|Estadio Dr. Nicolás Leoz      |
| 12. April 2012      |     |                                                     |
| Nacional Montevideo | 0:1 | CR Vasco da Gama \| Estadio Gran Parque Central     |
| Alianza Lima        | 1:2 | Club Libertad \| Estadio Alejandro Villanueva       |

### Gruppe 6
| Pl. | Verein               | Sp. | S | U | N | Tore    | Diff. | Punkte |
| --- | -------------------- | --- | - | - | - | ------- | ----- | ------ |
| 1.  | SC Corinthians       | 6   | 4 | 2 | 0 | 013:200 | +11   | 14     |
| 2.  | CD Cruz Azul         | 6   | 3 | 2 | 1 | 011:400 | +7    | 11     |
| 3.  | Club Nacional        | 6   | 1 | 1 | 4 | 006:130 | −7    | 04     |
| 4.  | Deportivo Táchira FC | 6   | 0 | 3 | 3 | 004:150 | −11   | 03     |

| 8. Februar 2012      |     |                                                         |
| Club Nacional        | 1:2 | CD Cruz Azul \| Estadio Defensores del Chaco            |
| 15. Februar 2012     |     |                                                         |
| Deportivo Táchira FC | 1:1 | SC Corinthians \| Estadio Polideportivo de Pueblo Nuevo |
| 21. Februar 2012     |     |                                                         |
| CD Cruz Azul         | 4:0 | Deportivo Táchira FC \| Estadio Azul                    |
| 7. März 2012         |     |                                                         |
| SC Corinthians       | 2:0 | Club Nacional \| Estádio do Pacaembu                    |
| 13. März 2012        |     |                                                         |
| Club Nacional        | 3:2 | Deportivo Táchira FC \| Estadio Defensores del Chaco    |
| 14. März 2012        |     |                                                         |
| CD Cruz Azul         | 0:0 | SC Corinthians \| Estadio Azul                          |
| 21. März 2012        |     |                                                         |
| SC Corinthians       | 1:0 | CD Cruz Azul \| Estádio do Pacaembu                     |
| 27. März 2012        |     |                                                         |
| Deportivo Táchira FC | 0:0 | Club Nacional \| Estadio Polideportivo de Pueblo Nuevo  |
| 3. April 2012        |     |                                                         |
| Deportivo Táchira FC | 1:1 | CD Cruz Azul \| Estadio Polideportivo de Pueblo Nuevo   |
| 11. April 2012       |     |                                                         |
| Club Nacional        | 1:3 | SC Corinthians \| Estadio Defensores del Chaco          |
| 18. April 2012       |     |                                                         |
| SC Corinthians       | 6:0 | Deportivo Táchira FC \| Estádio do Pacaembu             |
| CD Cruz Azul         | 4:1 | Club Nacional \| Estadio Azul                           |

### Gruppe 7
| Pl. | Verein                | Sp. | S | U | N | Tore    | Diff. | Punkte |
| --- | --------------------- | --- | - | - | - | ------- | ----- | ------ |
| 1.  | CA Vélez Sársfield    | 6   | 4 | 0 | 2 | 010:600 | +4    | 12     |
| 2.  | Deportivo Quito       | 6   | 3 | 1 | 2 | 011:400 | +7    | 10     |
| 3.  | Defensor Sporting     | 6   | 3 | 0 | 3 | 006:700 | −1    | 09     |
| 4.  | Deportivo Guadalajara | 6   | 1 | 1 | 4 | 002:120 | −10   | 04     |

| 7. Februar 2012       |     |                                                     |
| Defensor Sporting     | 0:3 | CA Vélez Sársfield \| Estadio Luis Franzini         |
| Deportivo Guadalajara | 1:1 | Deportivo Quito \| Estadio Omnilife                 |
| 14. Februar 2012      |     |                                                     |
| Defensor Sporting     | 2:0 | Deportivo Quito \| Estadio Luis Franzini            |
| 22. Februar 2012      |     |                                                     |
| CA Vélez Sársfield    | 3:0 | Deportivo Guadalajara \| Estadio José Amalfitani    |
| 7. März 2012          |     |                                                     |
| Deportivo Quito       | 3:0 | CA Vélez Sársfield \| Estadio Olímpico Atahualpa    |
| 13. März 2012         |     |                                                     |
| Deportivo Guadalajara | 1:0 | Defensor Sporting \| Estadio Omnilife               |
| 22. März 2012         |     |                                                     |
| CA Vélez Sársfield    | 1:0 | Deportivo Quito \| Estadio José Amalfitani          |
| 28. März 2012         |     |                                                     |
| Defensor Sporting     | 1:0 | Deportivo Guadalajara \| Estadio Luis Franzini      |
| 10. April 2012        |     |                                                     |
| Deportivo Quito       | 2:0 | Defensor Sporting \| Estadio Olímpico Atahualpa     |
| 11. April 2012        |     |                                                     |
| Deportivo Guadalajara | 0:2 | CA Vélez Sársfield \| Estadio Omnilife              |
| 17. April 2012        |     |                                                     |
| CA Vélez Sársfield    | 1:3 | Defensor Sporting \| Estadio José Amalfitani        |
| Deportivo Quito       | 5:0 | Deportivo Guadalajara \| Estadio Olímpico Atahualpa |

### Gruppe 8
| Pl. | Verein                  | Sp. | S | U | N | Tore    | Diff. | Punkte |
| --- | ----------------------- | --- | - | - | - | ------- | ----- | ------ |
| 1.  | CF Universidad de Chile | 6   | 4 | 1 | 1 | 011:600 | +5    | 13     |
| 2.  | Atlético Nacional       | 6   | 3 | 2 | 1 | 016:800 | +8    | 11     |
| 3.  | CD Godoy Cruz           | 6   | 1 | 2 | 3 | 010:160 | −6    | 05     |
| 4.  | Club Atlético Peñarol   | 6   | 1 | 1 | 4 | 006:130 | −7    | 04     |

| 14. Februar 2012        |     |                                                        |
| Atlético Nacional       | 2:0 | CF Universidad de Chile \| Estadio Atanasio Girardot   |
| 16. Februar 2012        |     |                                                        |
| CD Godoy Cruz           | 1:0 | Club Atlético Peñarol \| Estadio Malvinas Argentinas   |
| 21. Februar 2012        |     |                                                        |
| Club Atlético Peñarol   | 0:4 | Atlético Nacional \|Estadio Centenario                 |
| 22. Februar 2012        |     |                                                        |
| CF Universidad de Chile | 5:1 | CD Godoy Cruz \| Estadio Nacional de Chile             |
| 6. März 2012            |     |                                                        |
| Club Atlético Peñarol   | 1:1 | CF Universidad de Chile \|Estadio Centenario           |
| 8. März 2012            |     |                                                        |
| CD Godoy Cruz           | 4:4 | Atlético Nacional \| Estadio Malvinas Argentinas       |
| 22. März 2012           |     |                                                        |
| Atlético Nacional       | 2:2 | CD Godoy Cruz \| Estadio Atanasio Girardot             |
| 27. März 2012           |     |                                                        |
| CF Universidad de Chile | 2:1 | Club Atlético Peñarol \| Estadio Nacional de Chile     |
| 4. April 2012           |     |                                                        |
| CD Godoy Cruz           | 0:1 | CF Universidad de Chile \| Estadio Malvinas Argentinas |
| 10. April 2012          |     |                                                        |
| Atlético Nacional       | 3:0 | Club Atlético Peñarol \| Estadio Atanasio Girardot     |
| 19. April 2012          |     |                                                        |
| CF Universidad de Chile | 2:1 | Atlético Nacional \| Estadio Nacional de Chile         |
| Club Atlético Peñarol   | 4:2 | CD Godoy Cruz \|Estadio Centenario                     |

## Achtelfinale
Die Hinspiele fanden am 2. Mai, die Rückspiele am 9. Mai 2012 statt.
Für das Achtelfinale qualifizierten sich jeweils der Erste und Zweite jeder Gruppe.
Die Spiele wurden nicht ausgelost, sondern über eine Setzliste bestimmt. An die acht Gruppensieger wurden entsprechend ihrer Rangfolge die Startnummern 1 bis 8 vergeben, der beste Gruppensieger erhielt also die 1, der zweitbeste Gruppensieger die 2 usw. Die acht Gruppenzweiten erhielten die Startnummern 9 bis 16. Im Achtelfinale spielten dann 1 – 16, 2 – 15, 3 – 14 …, also der beste Gruppenerste gegen den schlechtesten Gruppenzweiten usw.
| 1                                        | Fluminense FC           | 15 | +3  |
| 2                                        | SC Corinthians          | 14 | +11 |
| 3                                        | FC Santos               | 13 | +7  |
| 4                                        | CF Universidad de Chile | 13 | +5  |
| 5                                        | Club Libertad           | 13 | +4  |
| 6                                        | CA Vélez Sársfield      | 12 | +4  |
| 7                                        | CA Lanús                | 10 | +5  |
| 8                                        | Unión Española          | 10 | +3  |
| 9                                        | Boca Juniors            | 13 | +6  |
| 10                                       | CR Vasco da Gama        | 13 | +4  |
| 11                                       | Atlético Nacional       | 11 | +8  |
| 12                                       | CD Cruz Azul            | 11 | +7  |
| 13                                       | Deportivo Quito         | 10 | +7  |
| 14                                       | Club Bolívar            | 10 | +2  |
| 15                                       | CS Emelec               | 9  | −1  |
| 16                                       | SC Internacional        | 8  | +4  |
| Farblegende: Gruppensieger Gruppenzweite |                         |    |     |

|                   | Gesamt          |                         | Hinspiel | Rückspiel |
| ----------------- | --------------- | ----------------------- | -------- | --------- |
| SC Internacional  | 1:2             | Fluminense FC           | 0:0      | 1:2       |
| CS Emelec         | 0:3             | SC Corinthians          | 0:0      | 0:3       |
| Club Bolívar      | 2:9             | FC Santos               | 2:1      | 0:8       |
| Deportivo Quito   | 4:7             | CF Universidad de Chile | 4:1      | 0:6       |
| CD Cruz Azul      | 1:3             | Club Libertad           | 1:1      | 0:2       |
| Atlético Nacional | 1:2             | CA Vélez Sársfield      | 0:1      | 1:1       |
| CR Vasco da Gama  | 3:3 (5:4 i. E.) | CA Lanús                | 2:1      | 1:2       |
| Boca Juniors      | 5:3             | Unión Española          | 2:1      | 3:2       |

## Viertelfinale
Die Hinspiele fanden am 16. und 17., die Rückspiele am 23. und 24. Mai 2012 statt.
|                    | Gesamt          |                         | Hinspiel | Rückspiel |
| ------------------ | --------------- | ----------------------- | -------- | --------- |
| Boca Juniors       | 2:1             | Fluminense FC           | 1:0      | 1:1       |
| CR Vasco da Gama   | 0:1             | SC Corinthians          | 0:0      | 0:1       |
| CA Vélez Sársfield | 1:1 (2:4 i. E.) | FC Santos               | 1:0      | 0:1       |
| Club Libertad      | 2:2 (3:5 i. E.) | CF Universidad de Chile | 1:1      | 1:1       |

## Halbfinale
Die Hinspiele fanden am 13. und 14., die Rückspiele am 20. und 21. Juni 2012 statt.
|              | Gesamt |                         | Hinspiel | Rückspiel |
| ------------ | ------ | ----------------------- | -------- | --------- |
| FC Santos    | 1:2    | SC Corinthians          | 0:1      | 1:1       |
| Boca Juniors | 2:0    | CF Universidad de Chile | 2:0      | 0:0       |

## Finale

### Hinspiel
| Boca Juniors                                 | Boca Juniors | SC Corinthians | SC Corinthians | Aufstellung                                   |
| -------------------------------------------- | --- | --- | -------------- | --------------------------------------------- |
| Boca Juniors                                 | \| 27. Juni 2012 in La Bombonera (Buenos Aires) \| \| Ergebnis: 1:1 (0:0) \| \| Schiedsrichter: Enrique Osses ( Chile) \| | \| 27. Juni 2012 in La Bombonera (Buenos Aires) \| \| Ergebnis: 1:1 (0:0) \| \| Schiedsrichter: Enrique Osses ( Chile) \|                                                                  | SC Corinthians | Aufstellung Boca Juniors gegen SC Corinthians |
| Boca Juniors                                 | Agustín Orión – Facundo Roncaglia, Rolando Schiavi, Matías Caruzzo, Clemente Rodríguez – Leandro Somoza – Pablo Ledesma (82. Diego Rivero), Walter Erviti, Juan Román Riquelme , Pablo Mouche (87. Darío Cvitanich) – Santiago Silva (85. Lucas Viatri) Cheftrainer: Julio Falcioni | Cássio – Alessandro , Chicão, Leandro Castán, Fábio Santos – Ralf, Paulinho, Alex (90.+2' Wallace), Danilo (83. Romarinho) – Emerson Sheik, Jorge Henrique (39. Liédson) Cheftrainer: Tite | SC Corinthians | Aufstellung Boca Juniors gegen SC Corinthians |
| Boca Juniors                                 | 1:0 Facundo Roncaglia (73.) | 1:1 Romarinho (85.) | SC Corinthians | Aufstellung Boca Juniors gegen SC Corinthians |
| Boca Juniors                                 | Roncaglia (19.), Riquelme (42.), Erviti (88.) | Chicão (74.), Fábio Santos (87.) | SC Corinthians | Aufstellung Boca Juniors gegen SC Corinthians |
| 27. Juni 2012 in La Bombonera (Buenos Aires) | | |                |                                               |
| Ergebnis: 1:1 (0:0)                          | | |                |                                               |
| Schiedsrichter: Enrique Osses ( Chile)       | | |                |                                               |

### Rückspiel
| SC Corinthians                                  | SC Corinthians | Boca Juniors | Boca Juniors | Aufstellung                                   |
| ----------------------------------------------- | --- | --- | ------------ | --------------------------------------------- |
| SC Corinthians                                  | \| 4. Juli 2012 in Estádio do Pacaembu (São Paulo) \| \| Ergebnis: 2:0 (0:0) \| \| Schiedsrichter: Wilmar Roldán ( Kolumbien) \|                                           | \| 4. Juli 2012 in Estádio do Pacaembu (São Paulo) \| \| Ergebnis: 2:0 (0:0) \| \| Schiedsrichter: Wilmar Roldán ( Kolumbien) \| | Boca Juniors | Aufstellung SC Corinthians gegen Boca Juniors |
| SC Corinthians                                  | Cássio – Alessandro , Chicão, Leandro Castán, Fábio Santos – Danilo, Ralf, Paulinho, Alex (88. Douglas) – Emerson Sheik (90.+1' Wallace), Jorge Henrique Cheftrainer: Tite | Agustín Orión (32. Sebastián Sosa) – Facundo Roncaglia, Rolando Schiavi, Matías Caruzzo, Clemente Rodríguez – Pablo Ledesma (65. Darío Cvitanich), Leandro Somoza, Walter Erviti – Juan Román Riquelme – Pablo Mouche (81. Lucas Viatri), Santiago Silva Cheftrainer: Julio Falcioni | Boca Juniors | Aufstellung SC Corinthians gegen Boca Juniors |
| SC Corinthians                                  | 1:0 Emerson Sheik (53.) 2:0 Emerson Sheik (72.) | | Boca Juniors | Aufstellung SC Corinthians gegen Boca Juniors |
| SC Corinthians                                  | Chicão (4.), Castán (70.) | Mouche (4.), Silva (44.), Schiavi (51.), Caruzzo (54.) | Boca Juniors | Aufstellung SC Corinthians gegen Boca Juniors |
| 4. Juli 2012 in Estádio do Pacaembu (São Paulo) | | |              |                                               |
| Ergebnis: 2:0 (0:0)                             | | |              |                                               |
| Schiedsrichter: Wilmar Roldán ( Kolumbien)      | | |              |                                               |

## Beste Torschützen
| Rang | Spieler          | Klub                 | Tore |
| ---- | ---------------- | -------------------- | ---- |
| 1    | Matías Alustiza  | Deportivo Quito      | 8    |
|      | Neymar           | FC Santos            | 8    |
| 3    | Dorlan Pabón     | Atlético Nacional    | 7    |
| 4    | Junior Fernándes | Universidad de Chile | 6    |
|      | Leandro Damião   | SC Internacional     | 6    |
| 6    | Emerson Sheik    | SC Corinthians       | 5    |
|      | Emanuel Herrera  | Union Española       | 5    |
|      | Javier Orozco    | CD Cruz Azul         | 5    |